# Sommertal
Das Naturschutzgebiet Sommertal liegt im Wartburgkreis in Thüringen. Es erstreckt sich östlich von Fischbach/Rhön, einem Ortsteil der Stadt Kaltennordheim im Landkreis Schmalkalden-Meiningen. Westlich des Gebietes verläuft die B 285, am nördlichen Rand fließt der Fischbach.

## Bedeutung
Das 253,1 ha große Gebiet mit der NSG-Nr. 239 wurde im Jahr 1990 unter Naturschutz gestellt. Es ist Teil des 14,55 km² großen FFH-Gebietes Ibengarten - Wiesenthaler Schweiz - Sommertal.